# Heliomantis
Heliomantis es un género de mantis de la familia Hymenopodidae. Tiene dos especies:
- Heliomantis elegans
- Heliomantis latipennis